# Aritmetisk-geometriskt medelvärde
Det aritmetisk-geometriska medelvärdet (AGM) är ett medelvärde av två tal som fås genom att ta deras aritmetiska respektive geometriska medelvärden och i oändligheten rekursivt upprepa samma procedur med dessa. Givet två tal x och y, erhålles agm(x, y) utifrån
{\displaystyle a_{1}=x,\,\!}
{\displaystyle b_{1}=y,\,\!}
{\displaystyle a_{n+1}={\frac {a_{n}+b_{n}}{2}},}
och
{\displaystyle b_{n+1}={\sqrt {a_{n}b_{n}}}.}
Sekvenserna a och b konvergerar mot ett gemensamt värde, vilket ger det aritmetisk-geometriska medelvärdet,
{\displaystyle \mathrm {agm} (x,y)=\lim _{n\to \infty }a_{n}=\lim _{n\to \infty }b_{n}}
Det aritmetisk-geometriska medelvärdet av två tal ligger alltid mellan talens geometriska och aritmetiska medelvärden. Om r > 0 gäller också att
{\displaystyle \mathrm {agm} (rx,ry)=r\,\mathrm {agm} (x,y).\,\!}
Andra egenskaper är,
{\displaystyle \mathrm {agm} (x,y)=\mathrm {agm} (y,x)}
{\displaystyle \mathrm {agm} (x,x)=x}
Det aritmetisk-geometriska medelvärdet utnyttjas bland annat av Gauss-Legendres algoritm som är ett mycket effektivt sätt att beräkna π numeriskt. Gauss konstant, G, kan också definieras som reciproken av det aritmetisk-geometriska medelvärdet av 1 och roten ur två,
{\displaystyle G={\frac {1}{\mathrm {agm} (1,{\sqrt {2}})}}.}

## Relationen till elliptiska integraler
Anta att {\displaystyle 0<k<1}. Det aritmetisk-geometriska medelvärdet går att uttrycka med hjälp den fullständiga elliptiska integralen av första slaget.
{\displaystyle \mathrm {agm} (1,k)={\frac {\pi }{2}}{\frac {1}{K(k')}}}
Där {\displaystyle k'={\sqrt {1-k^{2}}}}.
Det går att visa att k även kan vara mer än 1. När man räknar ut Gauss konstant stoppar man i formeln ovan så att {\displaystyle k={\sqrt {2}},(k'={\sqrt {-1}})}. 
{\displaystyle K({\sqrt {-1}})={\frac {\pi }{2\mathrm {agm} ({\sqrt {2}},1)}}}
Det går att på detta sätt visa att det aritmetisk-geometriska medelvärdet i väsentligt är detsamma som den fullständiga elliptiska integralen av första slaget. Genom detta kan man härleda flera egenskaper av den elliptiska integralen av första slaget.